# پارک هه ایل
پارک هه ایل (کره‌ای: 박해일؛ زادهٔ ۲۶ ژانویه ۱۹۷۷) بازیگر اهل کره جنوبی است.
او در فیلم‌های خاطرات قتل، میزبان، جنگ کمان‌ها، افشاگر، تصمیم جدایی و هانسان: خیزش اژدها ایفای نقش کرده‌است.